# 王庠
王庠（约1071年—1136年），字周彦，北宋荣州（今四川荣县)人。宋代文人。
王庠是王梦易之子。其母向氏是宋神宗钦圣宪肃皇后的父親的叔伯姐妹。王庠多次參加科舉考試，但始終未能當官。朝廷後來賞賜其稱號“处士”，並任命其擔任潼川府教授，但王庠沒有接受。王庠去世後谥號為「贤节」。王庠的著作有《经说》一篇。

## 延伸阅读
[在维基数据编辑]
 《宋史/卷377》，出自脱脱《宋史》